# Homo homini lupus est

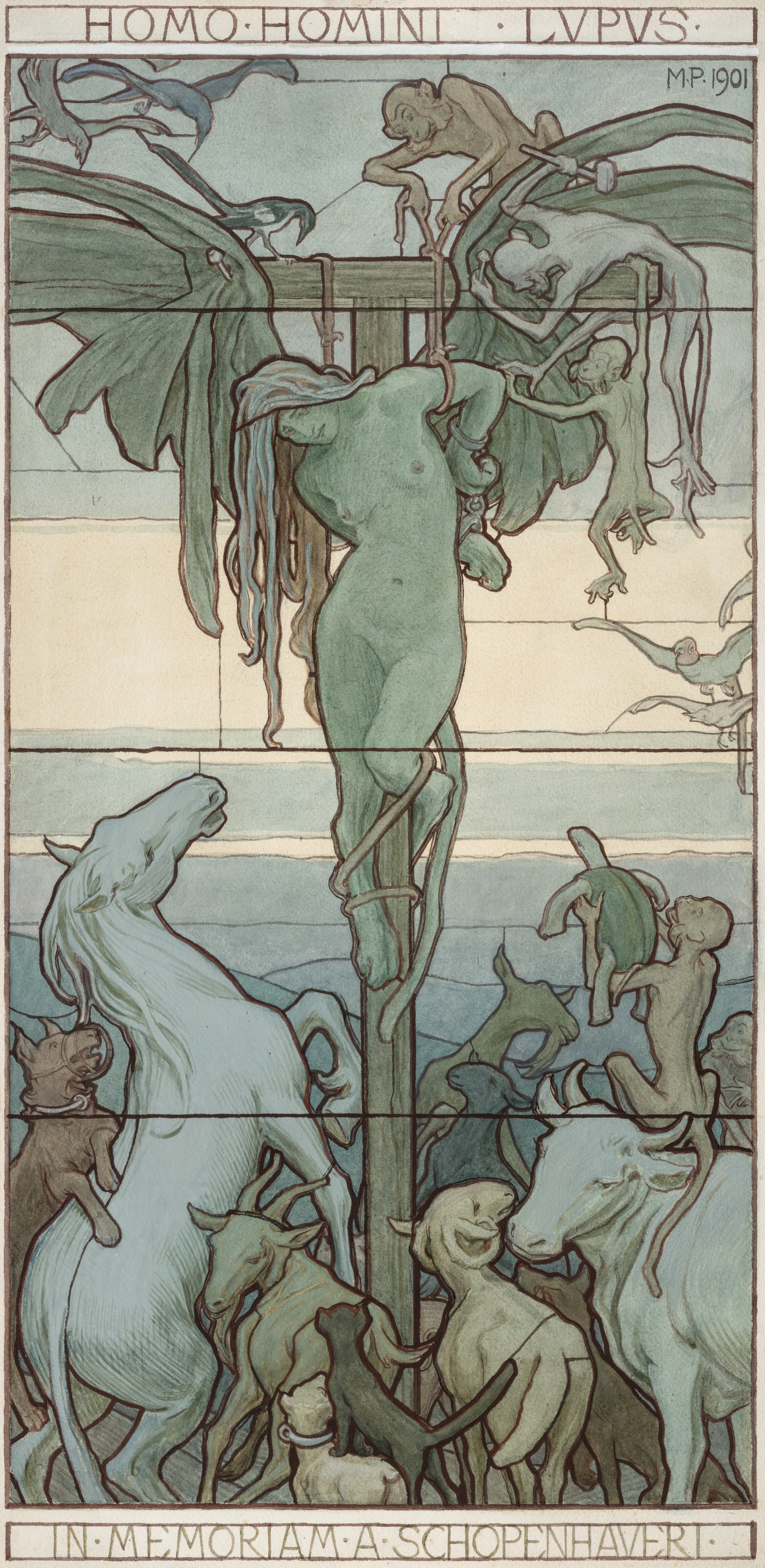
Homo homini lupus, de Max Pirner, en hommage à Arthur Schopenhauer.

Homo homini lupus est est une locution latine signifiant « l'homme est un loup pour l'homme », autrement dit « l'homme est le pire ennemi de son semblable ».

## Historique
La première occurrence de cette locution se trouve chez Plaute, dans sa comédie Asinaria (La Comédie des Ânes, vers 195 av. J.-C, II v495) : Lupus est homo homini, non homo, quom qualis sit non novit (« Pour l'homme, l'homme est un loup et non un homme, quand il ignore quel genre d'homme il est »). Dans cette formule initiale, elle signifie que l'homme prend pour un loup l'homme qu'il ne connaît pas. Plaute vise la peur de l'inconnu et non la violence des humains.
Elle fut reprise, parfois modifiée, par Pline l'Ancien dans Histoire naturelle, par Érasme dans Adagiorum Collectanea (adage 70), par Rabelais dans le Tiers Livre (chapitre III), par Du Bartas dans Les triomphes de la foy (chant IV), par Montaigne dans les Essais, par Agrippa d'Aubigné dans Les Tragiques (Livre I), par Francis Bacon dans De Dignitate et augmentis scientiarum et Novum Organum, puis par Hobbes dans le De cive (épître dédicatoire au comte de Devonshire) – seule occurrence connue dans toute l'œuvre du philosophe anglais (elle ne figure donc pas dans le Léviathan) ; elle est accompagnée de la caractérisation de l'homme comme dieu pour l'homme : « Et certainement il est également vrai, et qu’un homme est un dieu à un autre homme, et qu’un homme est aussi un loup à un autre homme. » (De Cive, Épître dédicatoire). Elle fut aussi reprise par Molière dans Le Misanthrope (V, 1, v. 1523), mais légèrement modifiée : « Puisqu'entre humains ainsi vous vivez en vrais loups » ; par Arthur Schopenhauer dans Le Monde comme volonté et comme représentation ainsi que dans son εἰς ἑαυτόν (Eis Heauton).
D'un point de vue philosophique, cette locution porte une vision pessimiste de la nature humaine : l'homme ne ressemble pas au « bon sauvage » (décrit par exemple par le Supplément au voyage de Bougainville de Diderot) mais bien à un être sans scrupules si son éducation ne l'en a pas muni, poursuivant si besoin ses intérêts au détriment des autres. De même, chez Freud, l'homme est par instinct un être doté d'« une forte somme d'agressivité ».
Également : « L'homme est un loup pour l'homme, ce qui, vous en conviendrez, n'est pas très gentil pour le loup. » Les loups, en effet, s'il faut en croire le proverbe – et contrairement peut-être aux hommes – « ne se mangent pas entre eux ».
Par opposition, traduisant le proverbe grec selon lequel « anthrôpos anthrôpou daïmonion », Sénèque écrit que « l’homme est une chose sacrée pour l’homme » – Cæcilius Statius, que « l'homme est un dieu pour l'homme ». Cette ambivalence des relations humaines, antithèse dont les énoncés sont proverbiaux, est souvent reprise dans la tradition intellectuelle occidentale. Dans la lignée de Montaigne ou Hobbes, Spinoza s’y réfère dans le scolie de la proposition 35 de la 4e partie de l'Éthique. Bergson écrit également dans Les Deux Sources de la morale et de la religion : « Les deux maximes opposées homo homini deus et homo homini lupus se concilient aisément. Quand on formule la première on pense à quelque compatriote. L’autre concerne les étrangers. »
À la phrase de Spinoza, Hobbes répond : « Homo homini deus ».